# Ahmad Ajab
Ahmad Ajab (in arabo أحمد سعد عجب آل العظم‎?; Al Kuwait, 13 marzo 1984) è un ex calciatore kuwaitiano, di ruolo attaccante.

## Carriera

### Club
Dopo essersi trasferito nell'Al-Qadisiya fu subito incoronato capocannoniere nel 2007.

### Nazionale
Venne convocato in nazionale dove segnò la sua prima rete contro il Libano.